# 馬賽克 (影像處理)

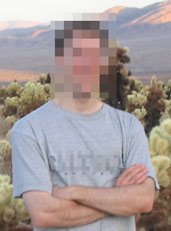
打上馬賽克的人像

马赛克技术（日语：モザイク処理）是一種利用與鑲嵌畫裝飾藝術（Mosaic）類似原理的影像处理方法，在香港又稱打格仔。此方法將影像特定區域的色階細節劣化並造成色塊打亂的效果，目的是为了使另一个人无法辨认，同时用在影像處理時有時也稱為碼賽克、打碼（由單純音譯加入了密碼的涵義）。由於常用於處理敏感影像，马赛克常常也影射了敏感影像本身，形成一種暗喻。

## 使用場合

### 物件
某些文件，如車牌號碼、信用卡、身份证、銀行戶口中的私隱时打馬賽克，以免洩露。另一方面，也可作为样版展示，也會將不雅字眼以此處理。
另外香港和台灣政府對新聞片段內的置入性行銷等規則有嚴格要求，故此在兩地的新聞頻道中，若新聞片段有攝入廣告招牌會以馬賽克處理；而後者甚至連吸菸的影像也要依照規定以馬賽克遮蔽，連在台灣播出的《航海王》版本也不例外。

### 肖像
某些人，因为各种原因而不想露真面目，而在影像中使用马赛克，常見對象如犯罪被害人與家屬、嫌疑犯、囚犯、戰俘等等。現今隱私權意識抬頭，非相關人物也常會以馬賽克處理。有時為了避免洩露影像的地點也會將背景進行處理。

### 色情影像
大多數國家法律會規定在電影、錄影帶、動畫、漫畫及電子遊戲等多媒體作品中，需使用馬賽克或遮蓋、霧化裸露的隱私部分，如女性的乳頭、 男性及女性的陰毛、肛門及生殖器等部位，方可公開播映與發行。另外亦需以馬賽克遮蓋髒話字眼。
日本刑法第175條「猥瑣物頒佈罪」（わいせつ物頒布等の罪），規定不能直接裸露隱私部分。日本成人视频制造商在發片前，必須先將作品送交映倫（日语：映画倫理委員会）審查，要求女演員必須已成年，以及生殖器等“重點位置”的影像必須打馬賽克，審核通過才允許上市。
不過，一些业者在國外註冊法人規避审查制度，把未經審查的色情片或成人動畫外銷到管制較鬆脫的歐美第三國，再透過網路「進口」販售至日本。此類色情片又稱无码片（裏ビデオ）或无修正（無修正）。

### 網路地圖
在網路地圖的衛星地圖及街景地圖等功能中，畫面若涵蓋到特定設施（例如軍事基地）時，地圖供應者會因應各地法律要求，將軍事基地所在區塊以馬賽克處理，或者降低局部解析度達到類似大範圍遮蔽的效果。如Google地圖和NAVER地圖對首爾的駐韓美軍龍山基地，有類似的影像處理。

### 政治
在政治领域，对于不被当局承认其合法性的内容也会被予以马赛克处理。例如在中国大陆的媒体报道台湾有关新闻的时候，会依据涉台用语的原则，将中华民国国旗等国家象征和总统、行政院、国家、中央及相关部门及人物等有关文字打上马赛克。在电视节目中若出现反对中共政权的相关媒体标志或标语也会被打上马赛克，例如新唐人电视台、雪山狮子旗和黑洋紫荆旗。

### 其他
部分在Youtube上傳的影片、影視作品因某些內容涉及情緒不安（尤其是骸骨）、血腥、打殺場面等導致觀眾造成不適，均需要馬賽克處理。
在韓國，大部分畫面涉及吸煙情節，也同樣被馬賽克處理。

## 延伸導讀
- ISBN 978-3-540-71026-4 - Pixelization Paradigm: Visual Information Expert Workshop, VIEW 2006